# David Meredith Seares Watson
Pour les articles homonymes, voir David Watson (homonymie), Seares et Watson.
David Meredith Seares Watson (18 juin 1886-23 juillet 1973) est un zoologiste britannique.

## Biographie
Watson naît à Higher Broughton, près de Salford, dans le Lancashire (aujourd'hui le Grand Manchester), fils unique de David Watson, un métallurgiste. Il étudie au collège de grammaire de Manchester puis à l'université de la même ville. Il commence à se spécialiser en géologie et étudie les fossiles dans les dépôts de charbon. En 1907, il publie un article avec Marie Charlotte Carmichael Stopes (1880-1958) qui, au début de sa carrière, est paléobotaniste, sur les coal balls - des concrétions se formant dans le charbon avant compaction des sédiments et qui conservent ainsi la structure cellulaire des fossiles. Watson complète sa maîtrise en 1909.
Il continue à développer son intérêt pour la paléontologie en étudiant au muséum d'histoire naturelle de Londres et par des visites en Afrique du Sud, en Australie et aux États-Unis. En 1912, il est embauché par James Peter Hill (1873-1954) pour donner des lectures en paléontologie des vertébrés à l'university College de Londres (UCL).
Son travail académique est interrompu en 1916 par la Première Guerre mondiale, il est affecté d'abord dans la Royal Naval Volunteer Reserve puis à la toute jeune Royal Air Force où il travaille sur les ballons et les dirigeables.
Watson se marie pendant la guerre, en 1917, avec Katharine Margarite Parker ; ils ont deux filles : Katharine Mary et Janet Vida.
Après la guerre, Watson retourne aux études académiques et, en 1921, il prend la succession de Hill comme professeur Jodrell de zoologie et d'anatomie comparée à l'UCL. Il développe le département de zoologie de l'UCL. En 1822, il est élu membre de la Royal Society où il donne la Croonian Lecture en 1924. Quatre ans plus tard, il est invité à Oxford dans le cadre des Romanes Lecture où il fait une conférence intitulée « paléontologie et évolution de l'Homme ».
Il devient membre de l'Agricultural Research Council en 1931, ce qui l'amène aux États-Unis où il donne des conférences à l'université Yale en 1937. Au début de la Seconde Guerre mondiale, il retourne en Angleterre pour superviser l'évacuation de l'UCL à Bangor au Pays de Galles et devient secrétaire du comité scientifique du Food Policy Committee du cabinet de guerre. Après la Seconde Guerre mondiale, il continue à enseigner et à voyager.
Il reçoit de nombreuses récompenses et honneurs académiques, entre autres, la médaille Lyell en 1935, la médaille Darwin en 1942, la médaille linnéenne en 1949, la médaille d’argent Darwin-Wallace en 1958, la médaille Wollaston en 1965.
Ses principales recherches, à côté de celle sur les plantes fossiles de ses débuts, portent sur la paléontologie des vertébrés et plus spécialement sur celle des reptiles. Au cours de ses voyages, il amasse une vaste collection de végétaux.

## Publications
- Palaeontology and the Evolution of Man, Romanes Lecture, Oxford, 1928
- The Animal Bones from Skara Brae, 1931
- Science and Government, the Earl Grey Memorial Lecture, Newcastle-upon-Tyne, 1942
- Paleontology and Modern Biology, the Silliman Memorial Lecture, université Yale, 1951
- de nombreux articles sur la paléontologie des vertébrés dans les Philosophical Transactions, Proceedings of the Zoological Society, Journal of Anatomy, etc.

## Source
- (en) Biographie de l'UCL.